# Sylvilagus varynaensis
Espèce
Statut de conservation UICN

 DD  : Données insuffisantes

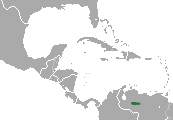
distribution géographique de Sylvilagus varynaensis.

Sylvilagus varynaensis est une espèce de lapin. C'est un mammifère de la famille des Leporidae.
Cette espèce a été décrite pour la première fois en 2001 par les zoologistes Pedro Durant et Manuel A. Guevara.